# سوهوب
سوهوب (به لاتین: Söhüb) یک منطقه مسکونی در جمهوری آذربایجان است که در شهرستان قوبا واقع شده است. سوهوب ۹۹۳ نفر جمعیت دارد.

## ریشه واژه
سوهوب در زبان تاتی قفقاز به معنی سمت و سوی است.